# Thryssocypris ornithostoma
Thryssocypris ornithostoma är en fiskart som beskrevs av Kottelat, 1991. Thryssocypris ornithostoma ingår i släktet Thryssocypris och familjen karpfiskar. Inga underarter finns listade i Catalogue of Life.